# Битка при Битоля (1015)
Вижте пояснителната страница за други значения на Битка при Битоля.
В битката при Битоля (наричана още битка в Пелагонийското поле) през есента на 1015 г. българският войвода Ивац нанася тежко поражение на византийска войска, предвождана от стратега Георги Гонициат. Това е едно от последните открити стълкновения във войните между Първото българско царство и Византия. Поражението кара византийския император Василий II да отстъпи от завзетата българска столица Охрид, но само отлага окончателното покоряване на България до 1018 г.

## Предистория
В Беласишката битка (29 юли 1014 г.) ядрото на българската армия е унищожено. Смъртта на цар Самуил малко по-късно (6 октомври същата година) води до допълнително отслабване на държавата. Същата есен Василий II извършва дълбок набег с войските си във вътрешността на България, достига околностите на Битоля и опожарява дворците на цар Гаврил Радомир (син и наследник на Самуил). Бойните действия са подновени през пролетта на 1015 г. Византийският император се насочва отново към средището на българската държава (по това време това е районът около Охридското и Преспанските езера), но този път обсажда и завладява систематично градовете по пътя си. Повод за началото на похода е отцепването на град Воден (в днешна гръцка Македония) от византийска власт в началото на 1015 г. Още през пролетта Василий II си връща властта над града и изселва жителите му. През лятото е превзет друг важен град, Мъглен, при което са пленени кавхан Дометиан и много български войници.
Опитът на Гаврил Радомир за помирение с Византия е безуспешен – императорът продължава военните действия и в същото време подготвя убийството на българския цар от братовчед му, Иван Владислав. След възцаряването си през август 1015 г. Иван Владислав също изразява готовност за „покорност и подчинение“, но Василий II прави опит да убие и него, като вдъхнови нов заговор сред българските първенци. Заговорът е провален и води до прекратяване на преговорите.

## Походът на Василий II към Охрид и битката при Битоля
Уверен, че предложението на Иван Владислав за „подчинение“ е било неискрено, Василий II повежда войските си на нов поход. Преминавайки край Острово и други места, византийците ослепяват всеки пленен българин. В Пелагонийското поле, императорът оставя многобройна войска начело със стратега Георги Гонициат и протоспатария Орест със задачата да опустошат района и да пазят обратния път на императора между Битоля и Охрид. Самият император достига Охрид и превзема града без вътрешната крепост, където са царските дворци.
Замисълът на Василий II да продължи похода към застрашеното от българите адриатическо пристанище Драч е осуетен от неочаквано развитие в тила на императорската армия. Предвожданият от Гонициат ариергард попада в засада, устроена от българския военачалник Ивац, и е унищожен. Вестта за това събитие принуждава Василий II да предприеме бързо отстъпление. Императорът навлиза в Битолското поле, но Ивац избягва сражението и оставя Василий II да се завърне във владенията си.

## Оценка
В своята „Книга за българите“ историкът Петър Мутафчиев отбелязва: „Така (с поражението при Битоля и отстъплението на Василий II – б. ред.) били изгубени всички плодове на победоносния му поход, който иначе още сега, в 1015 г., би сложил край на българската държава.“ Васил Златарски оценява иначе събитията, разглеждайки ги в по-общ план. Според него с опустошенията, които нанася, войната през 1015 г. подготвя окончателното падане на България под византийска власт.